# Magicka
Magicka – fabularna gra akcji wyprodukowana przez Arrowhead Game Studios i wydana w 2011 roku przez studio Paradox Interactive na platformę Windows.

## Rozgrywka
Gracz steruje magiem (do 4 w trybie kooperacji) który używa czarów z 8 żywiołów (woda, życie, osłona, zimno, pioruny, śmierć, ziemia, ogień) oraz 2 podżywiołów (para wodna - połączenie ognia i wody - oraz lód - połączenie wody i zimna). Podczas rzucania pojedynczego czaru gracz wypełnia maksymalnie 5 slotów dowolnymi żywiołami. Efekt końcowy i wygląd zaklęcia jest bazowany na wybranych żywiołach.

## Odbiór gry
Recenzenci przyjęli grę pozytywnie. Chwalono ją głównie za bogatą oprawę artystyczną, humorystyczne podejście do fantasy i system łączenia żywiołów. Gra sprzedała się w nakładzie ponad 1,3 mln egzemplarzy. Średnia ocen w serwisie Metacritic to 74/100.

## Bibliografia

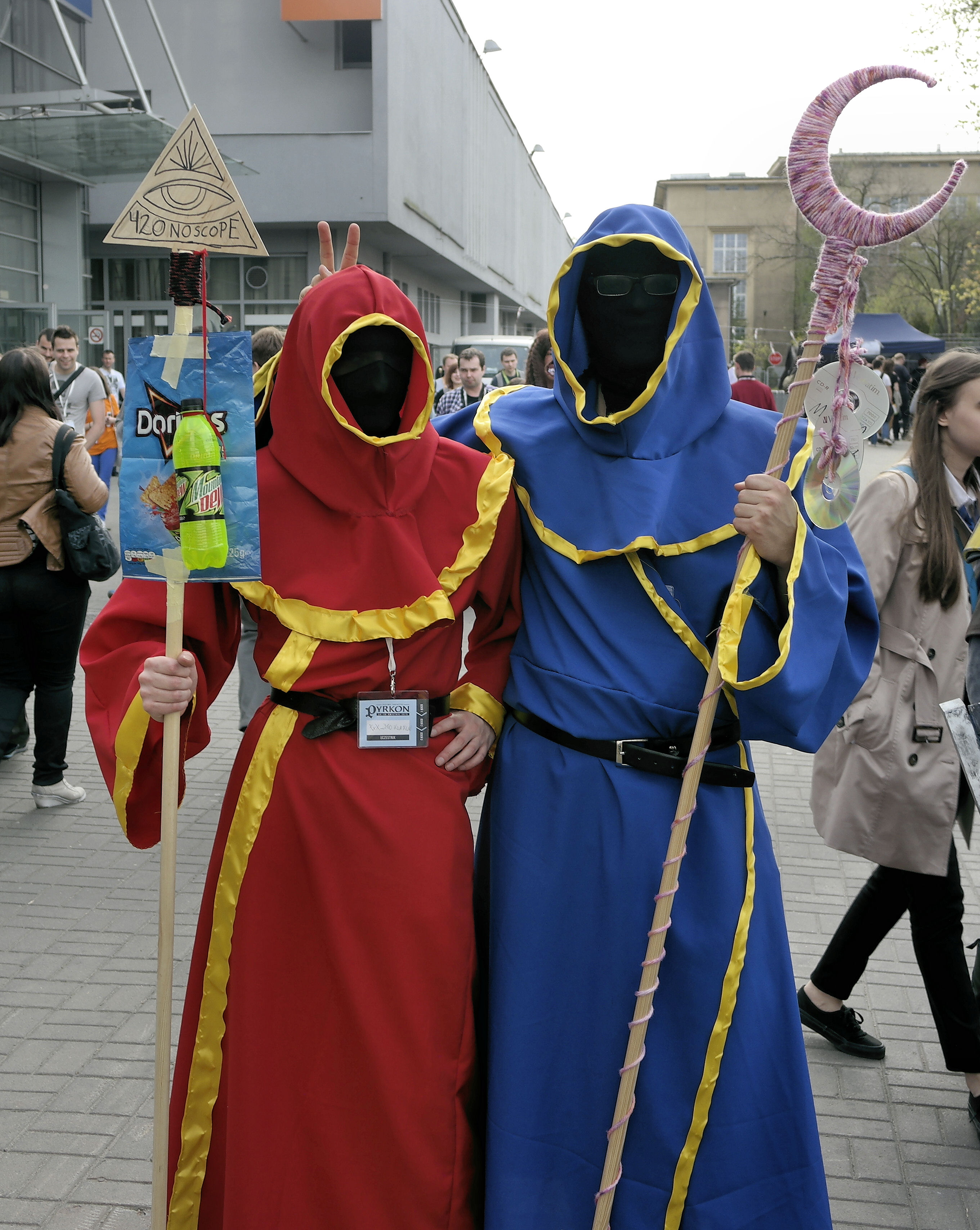
Stroje postaci z gry, Pyrkon, Poznań 2015